# Európai Központi Bank
Az Európai Központi Bank (EKB) az eurózóna közös valutájának, az eurónak a központi bankja, de alaptőkéjét az Európai Unió (EU) tagállamai adják össze. Az EKB székhelye a németországi Frankfurt am Main. Az EKB az EU-tagállamok központi bankjaival együtt alkotja a Központi Bankok Európai Rendszerét (KBER). A KBER és az EKB fő célja az árstabilitás fenntartása és ezáltal az euró vásárlóerejének megőrzése az eurózónában. Vezetője az Európai Központi Bank elnöke.

## Története
Az EKB megteremtése az Európai Gazdasági és Monetáris Unió létrehozásának gondolatával együtt vetődött fel. Az áttörést az 1992-ben aláírt maastrichti szerződés hozta meg: ekkor fogadták el a tagállamok a Központi Bankok Európai Rendszere, az Európai Központi Bank és az Európai Monetáris Intézet alapokmányairól szóló jegyzőkönyveket.
Az ezekben foglaltaknak megfelelően jött létre 1994. január 1-jén az Európai Monetáris Intézet (EMI), amelynek két fő feladata az euró bevezetésének és az egységes közösségi monetáris politikának az előkészítése, valamint az EU-országok monetáris politikájának koordinálása volt. Bizonyos hatáskörök azonban ekkor még a tagállami jegybankoknál maradtak. Az EMI elnöke Lámfalussy Sándor volt. 1998. június 1-jén az EMI-t az EKB váltotta fel.

## Alaptőke
Az EKB 10 825 007 069,61 eurós alaptőkéjét az EU-tagállamok központi bankjai adták össze az adott tagállamnak az EU népességében és GDP-jében való részesedése alapján számolt hányad szerint. A hányadot ötévente, illetve az EU bővülésekor újraszámolják és a befizetéseket korrigálják. A legnagyobb hányad Németországé, ezután Franciaország, az Egyesült Királyság és Olaszország jön. Az eurózónán kívüli országok nem részesülnek az EKB nyereségéből, de nem kötelesek a veszteségét sem finanszírozni.

## Szervezet

### Kormányzótanács
A Kormányzótanács az Európai Központi Bank legfelsőbb döntéshozó szerve. Az Igazgatóság hat tagja, valamint az eurózónát alkotó, jelenleg 18 ország központi bankjainak elnökei alkotják. Üléseit havonta kétszer tartja. A monetáris politikával kapcsolatos döntéseket a Kormányzótanácsban a hónapok első ülésén hozzák, egyszerű többséggel.
Feladatai:
- az eurórendszer feladatainak ellátásához szükséges iránymutatások és határozatok elfogadása,
- az euróövezet monetáris politikájának megfogalmazása (monetáris célokra, irányadó kamatokra, jegybanki tartalékképzésre vonatkozó döntések, továbbá a végrehajtásukhoz szükséges iránymutatások meghatározása)

### Igazgatóság
Az Igazgatóság a Központi Bank operatív szerve, mely az EKB elnökéből (Christine Lagarde), alelnökéből és négy további tagból áll. Mindannyiukat az Európai Tanács választja, teljes konszenzussal. Legfontosabb feladata a monetáris politika alakítása a Kormányzótanács iránymutatása és határozatai alapján. Az Igazgatóság tagjait 8 évre választják, nem újraválaszthatók. Az Igazgatóság
- előkészíti a Kormányzótanács üléseit,
- felügyeli a közös monetáris politika kivitelezését, melyet az eurózóna jegybankjai végeznek el,
- vezeti az EKB operatív ügyet.

### Általános Tanács
Az EKB Általános Tanácsát a Központi Bank elnöke, alelnöke és az Európai Unió összes tagállamának jegybankelnökei alkotják. Az Igazgatóság többi tagja, az EU Tanácsának elnöke és az Európai Bizottság egy tagja is jelen lehet az ülésein, de ők szavazati joggal nem rendelkeznek. Az euróövezetbe nem tartozó uniós országok itt képviseltethetik magukat az EKB-ben.
Az Általános Tanács csak addig működik, amíg az összes EU-tagállam be nem vezette az eurót. Legfontosabb feladatai közé a kétéves konvergenciajelentések tartoznak, amelyekben azon tagállamok eurózónához való nominális felzárkózását követik figyelemmel, akik még nem vezették be a közös valutát.
Az EKB rendeletet, határozatot, ajánlást és véleményt bocsáthat ki. Ezen jogforrások jogi természete azonos az EK másodlagos jogforrásai jogi természetével. Az EKB kizárólagosan jogosult bankjegykibocsátást engedélyezni a Közösség területén. Az Unió Tanácsa felhatalmazhatja hitelintézetek és pénzügyi szervezetek prudenciális felügyeletének ellátására.